# Lista de bispos portugueses ordenados no século XVIII
Esta é uma lista de bispos católicos portugueses ordenados no século XVIII. No século XIX foram criados 10 Cardeais portugueses (incluindo 5 Cardeais-Patriarcas), e entre os prelados portugueses que receberam a ordenação episcopal estão Arcebispos e Bispos.

## Cardeais
| Prelado                                                           | Vida                  | Cardinalato                                                              | Título                         | Carreira                                                                                   |
| ----------------------------------------------------------------- | --------------------- | ------------------------------------------------------------------------ | ------------------------------ | ------------------------------------------------------------------------------------------ |
| D. Nuno da Cunha e Ataíde                                         | 1664–1750 († 85 anos) | 1712 – Clemente XI Cardeal-Presbítero de Santa Anastácia                 | Inquisidor-Mor do Reino        | 1705–1705 Bispo de Elvas 1705–1712 Bispo Titular 1707–1750 Inquisidor-Mor do Reino         |
| D. José Pereira de Lacerda                                        | 1662–1738 († 76 anos) | 1719 – Clemente XI Cardeal-Presbítero de Santa Susana                    | Bispo do Algarve               | 1716–1738 Bispo do Algarve                                                                 |
| D. João da Mota e Silva, o Cardeal da Mota                        | 1685–1747 († 62 anos) | 1727 – Bento XIII Cardeal-Presbítero                                     | Primeiro-Ministro de Portugal  | 1736–1747 Primeiro-Ministro de Portugal                                                    |
| Patriarca D. Tomás I D. Tomás de Almeida                          | 1670–1754 († 83 anos) | 1737 – Clemente XII Cardeal-Presbítero                                   | 1º Cardeal-Patriarca de Lisboa | 1706–1709 Bispo de Lamego 1709–1716 Bispo do Porto 1716–1754 Patriarca de Lisboa           |
| Patriarca D. José I D. José Manuel da Câmara de Atalaia           | 1686–1758 († 71 anos) | 1747 – Bento XIV Cardeal-Presbítero                                      | 2º Cardeal-Patriarca de Lisboa | 1754–1758 Patriarca de Lisboa                                                              |
| Patriarca D. Francisco I D. Francisco de Saldanha da Gama         | 1723–1776 († 53 anos) | 1756 – Bento XIV Cardeal-Diácono 1759 – Clemente XIII Cardeal-Presbítero | 3º Cardeal-Patriarca de Lisboa | 1759–1776 Patriarca de Lisboa                                                              |
| D. Paulo António de Carvalho e Mendonça                           | 1702–1770 († 68 anos) | 1769 (in pectore) 1770 (revelado) – Clemente XIV Cardeal-Diácono         | Inquisidor-Mor do Reino        | 1760–1770 Inquisidor-Mor do Reino                                                          |
| D. Frei João Cosme da Cunha, OCSA, o Cardeal da Cunha             | 1715–1783 († 67 anos) | 1770 – Clemente XIV Cardeal-Presbítero                                   | Arcebispo de Évora             | 1746–1746 Bispo Coadjutor de Leiria 1746–1760 Bispo de Leiria 1460–1483 Arcebispo de Évora |
| Patriarca D. Fernando I D. Fernando de Sousa e Silva              | 1712–1786 († 68 anos) | 1778 – Pio VI Cardeal-Presbítero                                         | 4º Cardeal-Patriarca de Lisboa | 1778–1786 Patriarca de Lisboa                                                              |
| Patriarca D. José II D. José Francisco Miguel António de Mendonça | 1725–1808 († 82 anos) | 1788 – Pio VI Cardeal-Presbítero                                         | 5º Cardeal-Patriarca de Lisboa | 1788–1808 Patriarca de Lisboa                                                              |

## Bispos Titulares
| Prelado                       | Vida                  | Título                  | Carreira                          |
| ----------------------------- | --------------------- | ----------------------- | --------------------------------- |
| D. Jerónimo de São José, OESA | 1701–1773 († 72 anos) | Bispo Auxiliar de Évora | 1752–1773 Bispo Auxiliar de Évora |